# Bombardeos aéreos sobre Japón durante la Segunda Guerra Mundial
Los bombardeos sobre Japón durante la Segunda Guerra Mundial fueron una serie de ataques aéreos llevados a cabo sobre la Isla de Japón por parte de los aliados, destacando Estados Unidos, en el marco de la Segunda Guerra Mundial. Las destrucciones fueron masivas afectando sobre todo a las ciudades, matando a un mínimo de 241 000 personas según las investigaciones más optimistas. Durante los primeros años de la Guerra del Pacífico estos ataques fueron muy limitados y siempre se realizaron en incursiones de grupos muy reducidos (islas Kuriles). Los bombardeos masivos comenzaron en junio de 1944 y no terminaron hasta la rendición japonesa.
La campaña aérea fue llevada a cabo por las Fuerzas Aéreas del Ejército de los Estados Unidos. Los bombardeos masivos comenzaron a mediados de 1944 y se intensificaron en los últimos meses de la guerra. Los planes de bombardeo contra Japón habían sido preparados antes del inicio de la guerra en el Océano Pacífico pero los aviones encargados de esta tarea, los B-29, por un lado aún no estaba completo su desarrollo y por otro las bases estadounidenses aún no se hallaban a una distancia lo suficientemente corta para efectuar estas operaciones. Desde junio de 1944 a enero de 1945 los B-29 despegaban de bases situadas en la India y China, debido a la lejanía estas incursiones a menudo tuvieron poco éxito. La campaña de bombardeos estratégicos se amplió desde noviembre de 1944 cuando durante la batalla de Saipán los ataques dirigidos inicialmente a instalaciones industriales y militares acabaron concentrándose (desde marzo de 1945) en las zonas urbanas. Durante parte de 1945 los blancos en Japón fueron atacados con aviones procedentes de portaaviones y las Islas Ryukyu; estos ataques, aún no devastadores, eran una preparación para la planeada invasión de Japón prevista para entre octubre de 1945 y principios de 1946. En agosto de 1945 las ciudades de Hiroshima y Nagasaki fueron arrasadas por las bombas atómicas.
Las defensas civiles y militares japonesas fueron incapaces de detener los ataques aliados. El número de aviones de combate y cañones antiaéreos asignados a labores defensivas era frecuentemente insuficiente, además la mayoría de aviones tenían grandes dificultades para operar a las alturas que lo hacían los B-29. La formación de los pilotos y la coordinación era también deficiente lo que daba debida cuenta de la vulnerabilidad de las ciudades japonesas. Debido al embargo que Estados Unidos había impuesto sobre Japón, era común que ante los ataques los aviones de combate japoneses no pudieran ni siquiera despegar por la grave falta de combustible. De esta manera los B-29 fueron capaces de infligir severos daños en las zonas urbanas con unas pérdidas mínimas.
La campaña de bombardeos aliados fue uno de los principales factores que tuvo en cuenta el gobierno japonés a la hora de capitular a mediados de agosto de 1945. Sin embargo existe un extenso debate acerca de la moralidad o legitimidad ética de los ataques contra las ciudades japonesas, a menudo bombardeadas con fósforo blanco o bombas incendiarias que contribuían a sembrar aún más el terror entre los civiles. Especialmente polémico fue el lanzamiento de las dos bombas atómicas, cuando investigaciones posteriores apuntan a que antes de su lanzamiento los altos mandos japoneses ya habían decidido la rendición del país. La estimación más aceptada sobre el número de muertes es de 330 000 muertos y 473 000 heridos.